# Llanbadarn Fawr (Ceredigion)
Pour les articles homonymes, voir Llanbadarn Fawr.
Llanbadarn Fawr est un village et une communauté du Ceredigion, au pays de Galles.

## Géographie
Llanbadarn Fawr est situé dans le nord du Ceredigion et constitue la banlieue orientale de la ville d'Aberystwyth.
La communauté de Llanbadarn Fawr comprend aussi les villages et hameaux de Llain-y-gawsai (en), Pen-dre (en) et Pwllhobi (cy).

## Démographie
Au recensement de 2011, la communauté de Llanbadarn Fawr comptait 3 380 habitants.